# Bergsjö tingslag
Bergsjö tingslag, var ett tingslag i nordöstra Hälsingland i Gävleborgs län. 
Tingslaget uppgick 1907 i Forsa och Bergsjö tingslag.
Domsaga var från 1771 Norra Hälsinglands domsaga, Hälsinglands domsaga dessförinnan.

## Socknar
- Bergsjö socken
- Gnarps socken
- Harmångers socken
- Hassela socken
- Jättendals socken